# Reg Parlett
Reginald Parlett (Londres, 2 de agosto de 1904 – 18 de noviembre de 1991) fue un popular historietista británico, como lo fuera su padre Harry y habría de serlo su hermano mayor George, conocido por su prolífica producción en el campo del humor.

## Biografía
Su primer trabajo apareció en Merry and Bright en 1923. A continuación, publicó en revistas como Funny Wonder (Danny and Domino, 1927 y Charlie Chaplin, 1932), Radio Fun (Bighearted Arthur) y Jester (Vernon the Villain). 
Tras militar en la Real Fuerza Aérea británica durante la Segunda Guerra Mundial, ejerció de guionista de. la serie Animaland para GB Animation, sin dejar por ello de dibujar cómics para revistas como Funny Comic o Flash.
A partir de los años 1950, con el cierre de G. B. A., trabajó en exclusiva para las revistas de Amalgamated Press, luego International Publishing Company y Fleetway. 
Entre junio de 1952 y abril de 1953 realizó para The Comet su única serie de ciencia ficción: The Sky Explorers.
Se incorporó también a la revista Buster en los años 60, llegando a dibujar la serie de su icono entre el 22 de junio de 1974 y el 18 de mayo de 1985, una vez que la abandonara Ángel Nadal. Entre el 8 de enero de 1966 y el 13 de enero de 1968 realizó también historietas de Benny Hill, pero sus series más duraderas para Buster fueron Dinah Mite (30/10/1965-13/01/68), Freddie "Parrot Face" Davies (20/01/68-25/09/1971) y Rent a Ghost (4/01/69-14/06/79). Continuó también en 1968 la serie The Happy Family que iniciase en TV Fun.
En los 70, creó para Buster ¡Qué Chucho! (Bonehead, 2/10/1971-30/03/74), Disappearing Trix (27/01/79-30/01/82) y Kid Gloves (13/12/75-19/04/80). Para Shiver & Shake había creado en julio de 1974 la serie Genovevo (Creepy Car) 
Continuó desde 1974 hasta 1982 la serie Ivor Lott & Tony Broke que iniciase en Cor!!
- Cuervo Loco, pica pero pica poco (The Crows)
- Fantasmín (Harry´s Haunted House)
- Urtanín (Sam Sunn)
- Barón, el gato pardo y el mayordomo Abelardo (Mowser the Priceless Puss and his enemy James the Buttler)
- Sabanito (The Duke´s Spook)
- Pepito el agujerito (Orrible Hole)
- Todo el Mundo al cole! (World wide School)
- Guillermito y su voraz apetito (Billy Bunter)
- Fina, terror de El Remanso (Bessie Bunter)
- Fantasmas de Alquiler (Rent-a-Ghost Ltd)
- Wonder Worm

Muchas de ellas llegaron a aparecer en el Zipi y Zape de los años 70.

### Los últimos años
Todavía en los 80, creó para Buster series como It's a Nice Life (6/02/82-30/04/88), Fright School (6/07/85-27/02/88) y Beastenders (30/05/1987-27/10/90), con Anthony Hutchings.
Tal fue su popularidad que el 2 de agosto de 1984 la revista celebró su octogésimo cumpleaños, y cinco años después Big Comic Fortnightly haría lo propio. El 10 de noviembre de 1986 se editó un libro titulado The Comic Art of Reg Parlett (ISBN 0-9511214-0-5) de Alan Clark.
Reg Parlett falleció en 1991, a los 87 años de edad.